# Institut des Beaux Arts et de l'Innovation de Garoua
 (janvier 2025).
L'institut des Beaux Arts et de l'Innovation de Garoua encore appelé IBAI est un Institut public d'Afrique Centrale destiné à l'innovation et à la création. Situé dans la région du Nord Cameroun, il propose des formations qui visent à répondre aux exigences du marché de l'emploi de plus en plus dynamique. Il épouse la vision d'un Cameroun émergent à l'horizon 2035 telle qu'édictée par le Chef de l'Etat du Cameroun.

## Historique
L'institut des Beaux Arts et de l'Innovation est une école de l'Université de Garoua. Elle voit le jour par décret N°2022/010 du 06 Janvier 2022 et ouvre officiellement ses portes en septembre 2023,. Elle a pour objectif d'améliorer l'insertion socio-professionnelle de ses étudiants en leur proposant des cursus qui s'allient aux problématiques socio-économiques.

## Administration

### Directeurs
2022- : Ado Adamou Abba Ari,.

## Domaines d'études
Les axes de formations se rapportent au domaine des Arts, de la Culture et du Numérique.

## Organisation
L'IBAI est structuré de façon à assurer une organisation optimale des différents départements, repartis au nombre de 06 avec 16 formations.

### Départements et formations
- Département des Arts et Humanités Numérique (AHN)

Arts et Intelligence artificielle
Humanités Numériques
Management de projet en Art, Humanité, Design et Communication Numérique
- Département d'Art Plastique (ARP)

Objet, Conception et Innovation Céramique
Ornement, Arts du mur et Traitement de surface
- Département de Design et Graphismes (DEG)

Architecture d'Intérieur
Mode, Fashion Design et Innovation
Motion design et Cinéma d'Animation
- Département des Métiers d'Art de Bâtir, d'Architecture, d'Urbanisme et de Paysage (MABAUP)

Architecture
Architecture du paysage
Domotique, Ville et Habitat connectés
Ingénierie de la Construction
Urbanisme
- Département E-Tourisme et Patrimoine (E-TP)

Conservation du patrimoine
E tourisme et Ingénierie culturelle des patrimoines
Innovation hôtelière et e Tourisme
- Département des Enseignements Techniques Fondamentaux de Bases

### Diplôme
Les formations dans cet institut sont sanctionnées des diplômes de licence et de master pour toutes les spécialisations.

### Activités de recherche
L'IBAI a un Centre d’expérimentation et d’innovation (CEI), un espace alloué à la recherche et au développement de projets créatifs. Ce centre ultramoderne est accessible aux étudiants et chercheurs désirant explorer de nouvelles perspectives artistiques et technologiques.

## Admission
L'admission dans cette école se fait par voie de concours pour les formations initiales et par études de dossiers pour les formations continues et à distance,. Le coût de formation est de 50000 FCFA. La limite d'âge est de 29 ans et ne s'applique pas aux candidats fonctionnaires et ceux envoyés par les entreprises.